# Oceanic Remixes Vol. I
Oceanic: Remixes Vol. I – wydawnictwo z remiksami utworów grupy Isis. Płyta gramofonowa jest pierwszą częścią czteroelementowej serii remiksów z płyty Oceanic stworzonej przez rozmaitych twórców. Limitowana do 2500 kopii w jednej kolorystyce.

## Lista utworów
1. "False Light" (Ayal Noar remix) – 07:43
2. "The Other" (James Plotkin remix) – 09:34
3. "False Light (Deadverse Remix)" (Oktopus remix) – 05:20